# Itte Detenamo
Itte Detenamo (1986. szeptember 22. –) naurui súlyemelő, a +105 kg-os kategória résztvevője.
Tizennegyedik helyen zárta kategóriája értékelését a 2004-es olimpiai játékokon. A 2006-os nemzetközösségi játékokon bronzérmes lett.
A pekingi olimpiai játékokon hazája egyedüli résztvevőjeként képviselte Naurut. Detenamo végül a tizedik helyen zárt.
Detenamo édesapja és nővére szintén súlyemelő.